# Louis Antoine de Saint-Just
(Saint-Just, Istituzioni repubblicane.)
Louis Antoine Léon de Saint-Just, più noto come Louis Antoine de Saint-Just, e soprannominato Arcangelo della Rivoluzione o Arcangelo del Terrore (Decize, 25 agosto 1767 – Parigi, 28 luglio 1794), è stato un politico, rivoluzionario, giornalista e avvocato francese.
Massone, tra i protagonisti della Rivoluzione francese, fu fedelissimo amico e braccio destro di Robespierre fino alla sua morte, nonché membro dell'ufficioso "triumvirato" giacobino al Comitato di salute pubblica, assieme allo stesso Robespierre e a Georges Couthon.

## Biografia
Nato da Louis Jean de Saint-Just (1715-1777), cavaliere dell'Ordine di San Luigi ed ex-maresciallo della gendarmeria, e da Marie-Anne Robinot (1734-1811), figlia di un notaio, si trasferisce con la famiglia, ancor prima di compiere un anno, a Nampcel, nell'Oise e, il 16 ottobre 1776, nel piccolo paese di Blérancourt, dove il padre ha acquistato una casa; alla morte del padre, avvenuta l'8 settembre 1777, viene mandato a studiare nel collegio degli Oratoriani di Saint-Nicolas a Soissons.
Diplomatosi nel 1785, l'anno dopo ha una relazione con Louise-Thérèse-Sigrade Gellé (1766-1806), la figlia del notaio reale di Blérancourt, che nega il suo consenso alle nozze; sembra che questo rifiuto, ed il successivo matrimonio della ragazza con François-Emmanuel Thorin, sia stato la causa della sua partenza improvvisa, il 9 settembre 1786, per Parigi, dov'è arrestato il 6 ottobre a seguito della denuncia della madre alla quale aveva sottratto dell'argenteria.
Dopo una detenzione nella casa di Madame de Sainte-Colombe, nella rue de Picpus, il 7 marzo 1787 può ritornare a casa, presso la madre e le due sorelle, Louise e Marie Françoise, e s'impiega come praticante nello studio di un avvocato di Soissons. Nell'ottobre si iscrive alla facoltà di diritto dell'Università di Reims, dove si laurea in meno di un anno, il 15 aprile 1788.
Il 5 maggio del 1788, Luigi XVI, la nobiltà e il clero, di fronte alla grave crisi finanziaria dello Stato francese e della pressione popolare, sono costretti a convocare gli Stati generali a Versailles: storicamente è l'inizio della caduta dell'ancien régime. Nel maggio 1789 Saint-Just pubblica a Parigi un poema in 20 canti, l'Organt, nella tradizione del libertinismo del secolo e privo di valore letterario - il famoso critico Sainte-Beuve lo definirà «un detestabile poema, passatempo di un giovane ozioso che ha letto La Pucelle» - ma che mostra caratteri tipici del suo pensiero, come il disprezzo per i tiranni, la monarchia, la nobiltà e il clero. L'opera viene subito sequestrata, ma riapparirà nelle librerie nel 1792.
Scriverà ancora, nel 1790, una commedia in versi, l'Arlecchino-Diogene, mai rappresentata, ed un libretto storico sul castello di Coucy.

## La rivoluzione
La presa della Bastiglia e i successivi, immediati sviluppi rivoluzionari lo vedono ancora a Blérancourt occuparsi della politica locale; il municipio provvede al sequestro del locale convento dei Foglianti e del castello. Il 3 giugno 1790 viene nominato colonnello della Guardia nazionale e partecipa in tale veste alla Festa della Federazione del 14 luglio, che si tiene al Champ-de-Mars di Parigi.
Il 19 agosto scrive a Robespierre allegando una petizione che garantisca il mercato di bestiame di Blérancourt, minacciato di essere trasferito nella vicina città di Coucy: «A voi che difendete la patria ancora incerta di fronte alle forze del dispotismo [...] sostenete, per favore, la petizione [...] Non vi conosco di persona, ma so che siete un grande uomo. Infatti, voi non siete soltanto il deputato di una provincia, ma quello dell'umanità intera e della Repubblica [...]».

### L'Esprit de la révolution

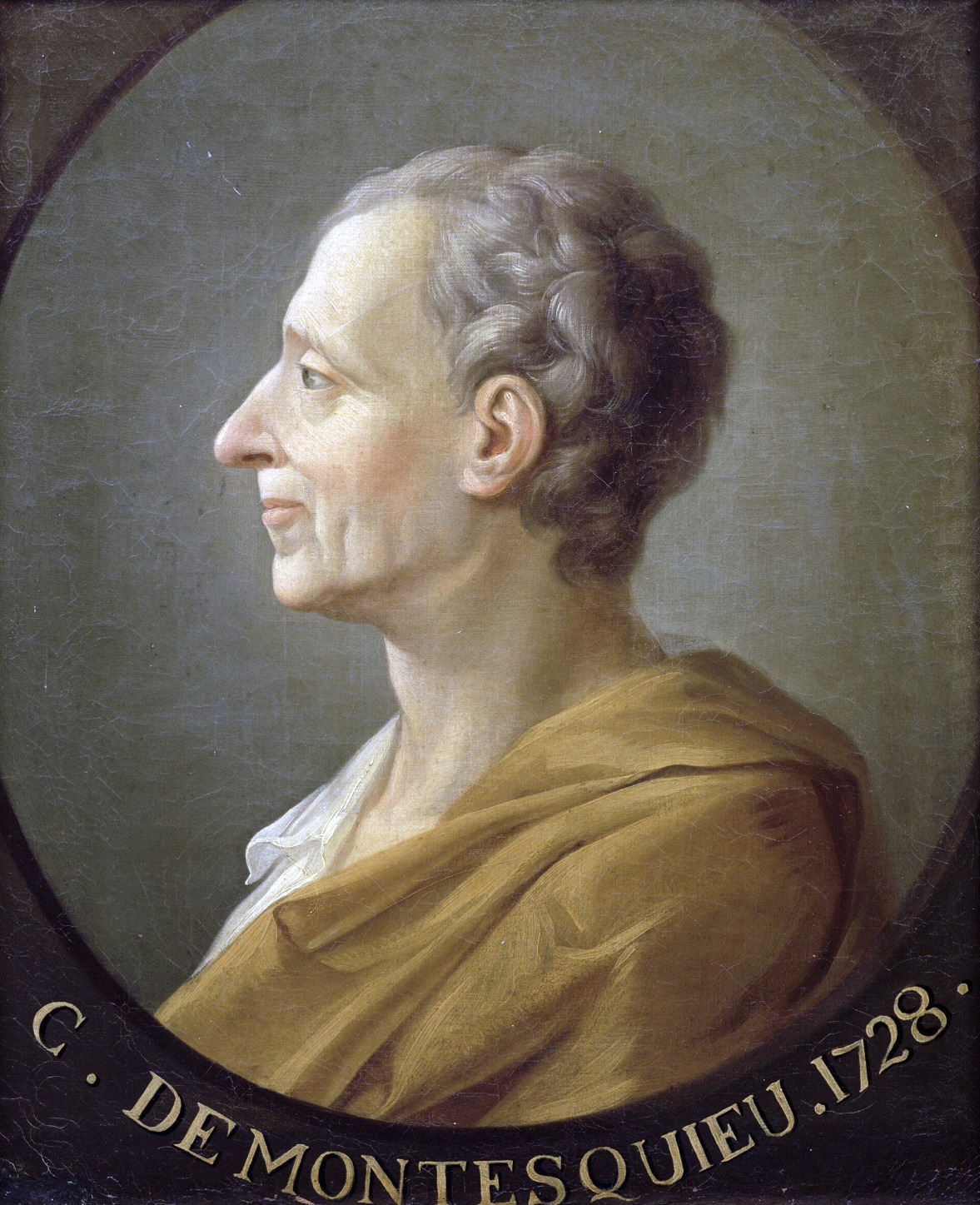
Montesquieu

Nel settembre inizia a scrivere l'Esprit de la révolution et de la Constitution de la France, pubblicato alla fine dell'anno seguente. Vi esprime più un'adesione allo spirito di Montesquieu che di Rousseau, uno spirito molto più moderato di quanto non esprimerà negli anni cruciali del Terrore (IV, 9): «Per quanta venerazione m'imponga l'autorità di J. J. Rousseau, non ti perdono, o grand'uomo, di aver giustificato il diritto di morte; se il popolo non può trasmettere il diritto di sovranità, come potrà trasmettere i diritti sulla sua vita?»; e sulla presa della Bastiglia, esprime una fondamentale ispirazione di uomo d'ordine: per lui, il popolo, dopo i primi eccessi (I, 3) «ebbe un momento di moralità, sconfessò i delitti di cui aveva macchiato le proprie mani e fu alquanto felicemente ispirato, sia dal timore che dall'influsso dei buoni spiriti, a darsi dei capi e a obbedire».
Sui problemi sociali, si mostra favorevole al controllo delle industrie e a forti tassazioni dei redditi maggiori procurati dalle grandi proprietà, che giudica frutto dell'«avarizia» e nemiche dell'eguaglianza che deve sussistere in un'autentica Repubblica: «L'eguaglianza dipenderà soprattutto dalle imposte. Se saranno tali da ottenere che il ricco indolente abbandoni la sua vita oziosa per navigare o fondare un'industria, egli perderà di colpo l'alterigia che lo contraddistingue».
Il 20 giugno 1791 il re con la sua famiglia tenta di fuggire dalla Francia ma a Varennes-en-Argonne è riconosciuto, arrestato e riportato a Parigi. Il 23 agosto Saint-Just si presenta candidato alle elezioni dell'Assemblea legislativa ma non può essere eletto perché non ha ancora compiuto venticinque anni: viene eletto l'anno dopo, il 5 settembre, deputato alla Convenzione per il dipartimento dell'Aisne e il 18 settembre 1792 giunge a Parigi.

### Deputato della Convenzione

#### Il discorso per il processo a Luigi XVI
La Convenzione, l'Assemblea che aveva preso il posto della Costituente e della Legislativa per dare una nuova Costituzione alla Francia, si riunì per la prima volta il 20 settembre 1792, il giorno stesso della vittoriosa battaglia di Valmy. La Francia aveva respinto il primo attacco della coalizione dei vecchi regimi europei ma la lotta era tutt'altro che conclusa e all'interno era in corso un duro confronto fra la "destra" dei girondini, appoggiati dal centro, il "Marais", la Palude, e la "sinistra" della Montagna di Robespierre e dello stesso Saint-Just. L'insurrezione parigina del 10 agosto, abbattendo la monarchia, accusata di intelligenza con il nemico esterno, aveva posto il problema del processo a Luigi XVI, che la Gironda non voleva, temendo che l'inevitabile condanna avrebbe decisamente rafforzato i giacobini e la Comune di Parigi, il comitato insurrezionale che spingeva per una politica di radicale intransigenza repubblicana.

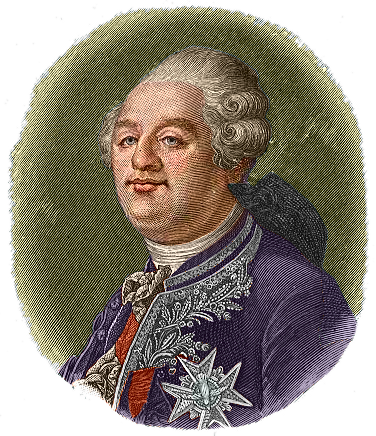
Luigi XVI

Proprio sul tema del processo il 13 novembre Saint-Just pronunciò il suo primo discorso alla Convenzione respingendo sia la tesi dell'inviolabilità del re che quella favorevole a processare Luigi XVI come un comune cittadino: per lui, il processo ha natura squisitamente politica: «Io dico che il re deve essere giudicato come un nemico, che dobbiamo combatterlo piuttosto che giudicarlo e che, non rientrando egli nel contratto che unisce i francesi, le forme della procedura non si trovano nella legge civile ma nella legge del diritto dei popoli [...] Gli uomini che stanno per giudicare Luigi hanno una repubblica da fondare: ma coloro che attribuiscono una qualche importanza alla giusta punizione di un re, non fonderanno mai una repubblica [...] cosa non temeranno da noi i buoni cittadini, vedendo la scure tremare nelle nostre mani, e vedendo un popolo che fin dal primo giorno della sua libertà rispetta il ricordo delle sue catene?».
Luigi XVI non può essere giudicato secondo le leggi in vigore, perché «i cittadini si legano fra di loro col contratto; il sovrano non si lega affatto [...] il patto è un contratto fra i cittadini, non con il governo; non si può rientrare in un contratto nel quale non ci si è impegnati. Di conseguenza Luigi, che non si era impegnato, non può essere giudicato come cittadino [...] quest'uomo deve regnare o morire [...] Processare il re come cittadino! Un'idea simile strabilierà la fredda posterità. Giudicare significa applicare la legge; una legge è un rapporto di giustizia; e che rapporto di giustizia ci può mai essere tra l'umanità e i re? Che cosa c'è in comune tra Luigi e il popolo francese, perché gli si usino dei riguardi dopo il suo tradimento? [...] Non si può regnare senza colpa. Ogni re è un ribelle e un usurpatore. Gli stessi re tratterebbero diversamente i loro pretesi usurpatori? [...] Cittadini, il tribunale che deve giudicare Luigi non è un tribunale giudiziario: è un consesso, è il popolo, siete voi: e le leggi che dobbiamo seguire sono quelle del diritto dei popoli [...] Luigi è uno straniero fra noi: non era cittadino prima del suo delitto, non poteva votare, non poteva portare le armi; lo è ancor meno dopo il suo delitto [...]».
E conclude: «Luigi ha combattuto il suo popolo ed è stato vinto. È un barbaro, uno straniero prigioniero di guerra [...] È l'assassino della Bastiglia, di Nancy, del Campo di Marte, di Tournay, delle Tuileries: quale nemico, quale straniero ci ha fatto più male di lui? Deve essere processato rapidamente: lo consigliano la saggezza e la sana politica; egli è una specie di ostaggio che i furfanti ci conservano. Si cerca di muovere a pietà, presto si compreranno le lacrime; si farà di tutto per renderci interessati, per corromperci, anche. Popolo, se il re sarà assolto, ricordati che noi non saremo più degni della tua fiducia e tu potrai accusarci di perfidia».
Profonda fu l'impressione del discorso di Saint-Just in tutti i settori dell'Assemblea: lo stesso girondino Brissot scrisse che «in questo discorso ci sono bagliori, un talento che può onorare la Francia».
La scoperta, in un armadio segreto alle Tuileries, dei documenti che dimostravano inequivocabilmente le trame di Luigi XVI con i nemici della Francia, fu decisiva: nel processo, iniziato l'11 dicembre 1792 di fronte alla Convenzione, i deputati si pronunciarono a maggioranza sulla pena di morte e il re, con enorme scandalo dei governi assolutistici di tutta Europa, fu ghigliottinato il 21 gennaio 1793.

### La crisi economica

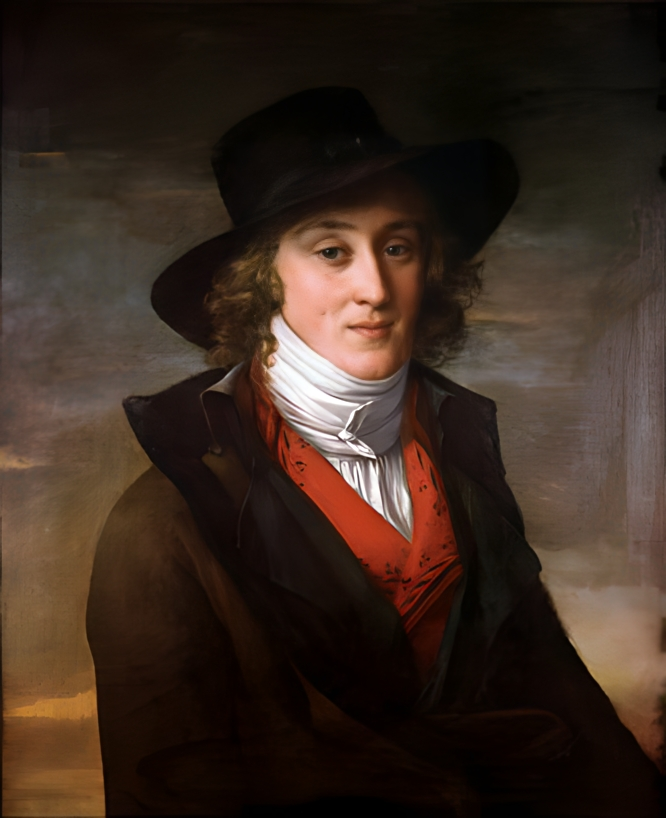
Ritratto di Saint-Just

Alla crisi economica, il Comitato finanziario cerca di far fronte con una continua emissione degli assegnati, che in meno di un anno arrivano a svalutarsi del 50%; il pane è caro, anche se il raccolto è stato buono, perché i contadini non intendono cambiare il grano con cartamoneta svalutata.
Nel suo discorso alla Convenzione del 29 novembre 1792 Saint-Just, che dal 15 novembre è membro della Commissione incaricata di redigere la nuova Costituzione e dal 24 novembre è presidente dei giacobini, difende la libertà di commercio: «la libertà nel commercio è madre dell'abbondanza, ma da dove vengono gli ostacoli a questa libertà? [...] Ciò che ha sconvolto in Francia il sistema del commercio dei grani dopo la rivoluzione è stata la sregolata emissione dei simboli monetari [...] Noi abbiamo molti simboli monetari ma pochissime cose [...] Un tempo il denaro era meno abbondante; ce n'era sempre una buona parte tesaurizzata e questo diminuiva ancora il prezzo delle cose [...] Oggi non si tesaurizza più, non abbiamo più oro; ma per uno Stato esso è necessario, altrimenti si ammassano o si accaparrano le derrate e il denaro perde sempre più valore. la penuria dei grani non deriva da altro. L'agricoltore, che non vuole riempirsi di cartamoneta, vende malvolentieri il suo grano».
Propone la vendita dei beni degli emigrati, il pagamento in natura dell'imposta fondiaria, la libera circolazione dei grani all'interno, il divieto della loro esportazione e la libertà di commercio senza restrizioni: la Convenzione approva le sue proposte l'8 dicembre, ma la crisi economica si aggrava progressivamente.

### La riorganizzazione dell'esercito

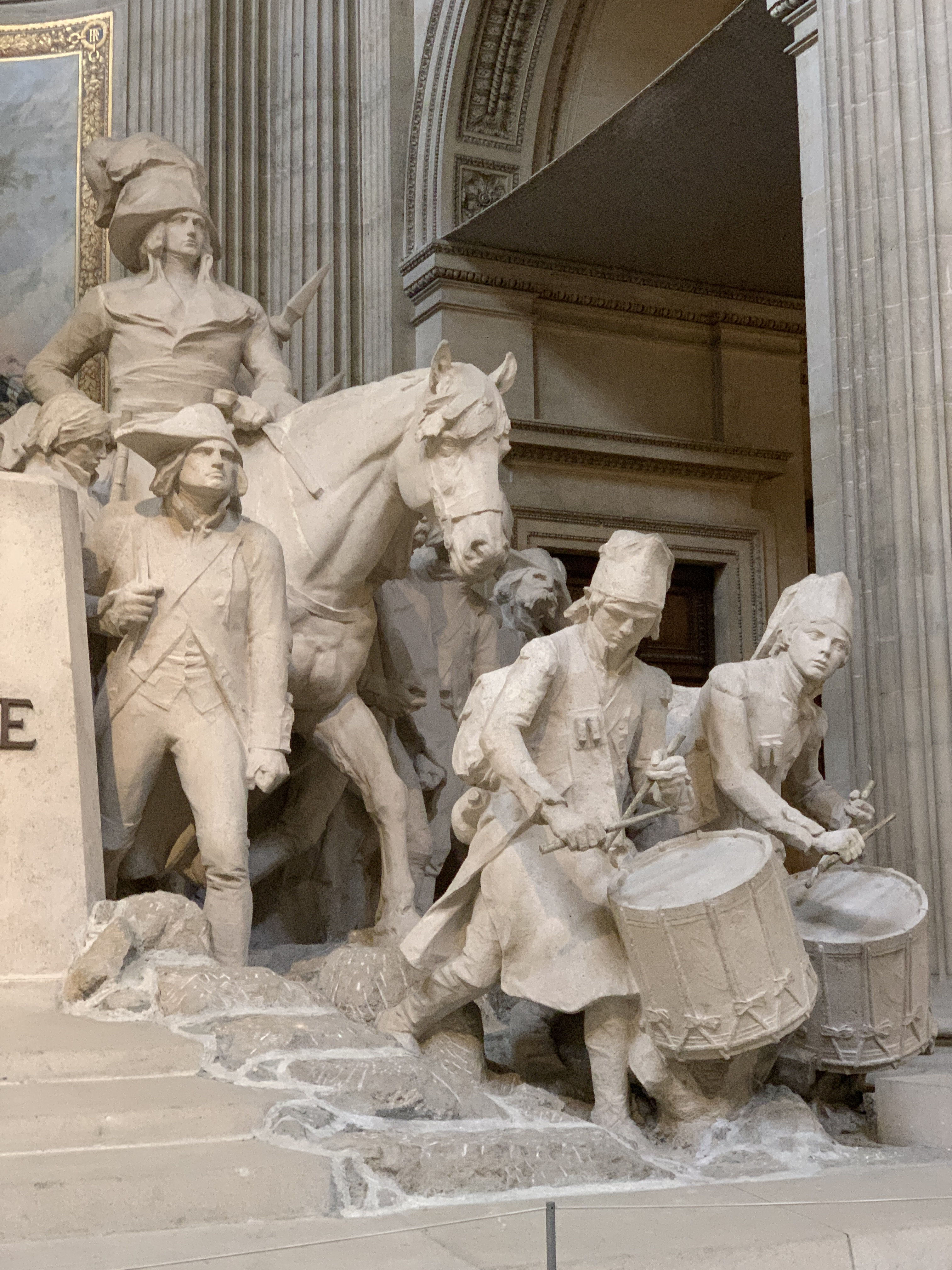
Particolare dell'Altare della Convenzione Nazionale al Panthéon di Parigi (1902): visibile la statua equestre di Saint-Just

I successi militari francesi a Valmy e a Jemappes contro la coalizione austro-tedesca non sono decisivi e permangono i problemi della direzione delle operazioni militari e dell'organizzazione dell'esercito. Il 28 gennaio 1793 Saint-Just si oppone invano alla proposta di Sieyès di una riorganizzazione del Ministero della guerra che di fatto concedeva troppo potere alle alte cariche militari e, il 12 febbraio, appoggia la proposta del deputato Dubois-Crancé di una riorganizzazione dell'esercito. Questo era allora costituito da reggimenti dell'ex esercito reale e da nuovi reggimenti di volontari, che godevano di una paga maggiore ed erano comandati da ufficiali eletti dai soldati. La proposta dell'"amalgama", ossia della ricostituzione dei reggimenti mediante la fusione di due battaglioni di volontari con uno di regolari a eguale paga, fu approvata dalla Convenzione il 24 febbraio 1793.
Intervenne più volte nelle discussioni sul progetto costituzionale, che fu approvato dalla Convenzione il 24 giugno 1793.
Saint-Just ebbe parte di primo piano nella difesa del territorio nazionale con le missioni svolte presso le armate del Reno (ottobre 1793) e del nord (gennaio 1794). Eletto presidente della Convenzione il 10 febbraio del 1794, si scagliò in maniera vigorosa contro Georges Danton e Jacques-René Hébert, entrambi condannati alla pena capitale.

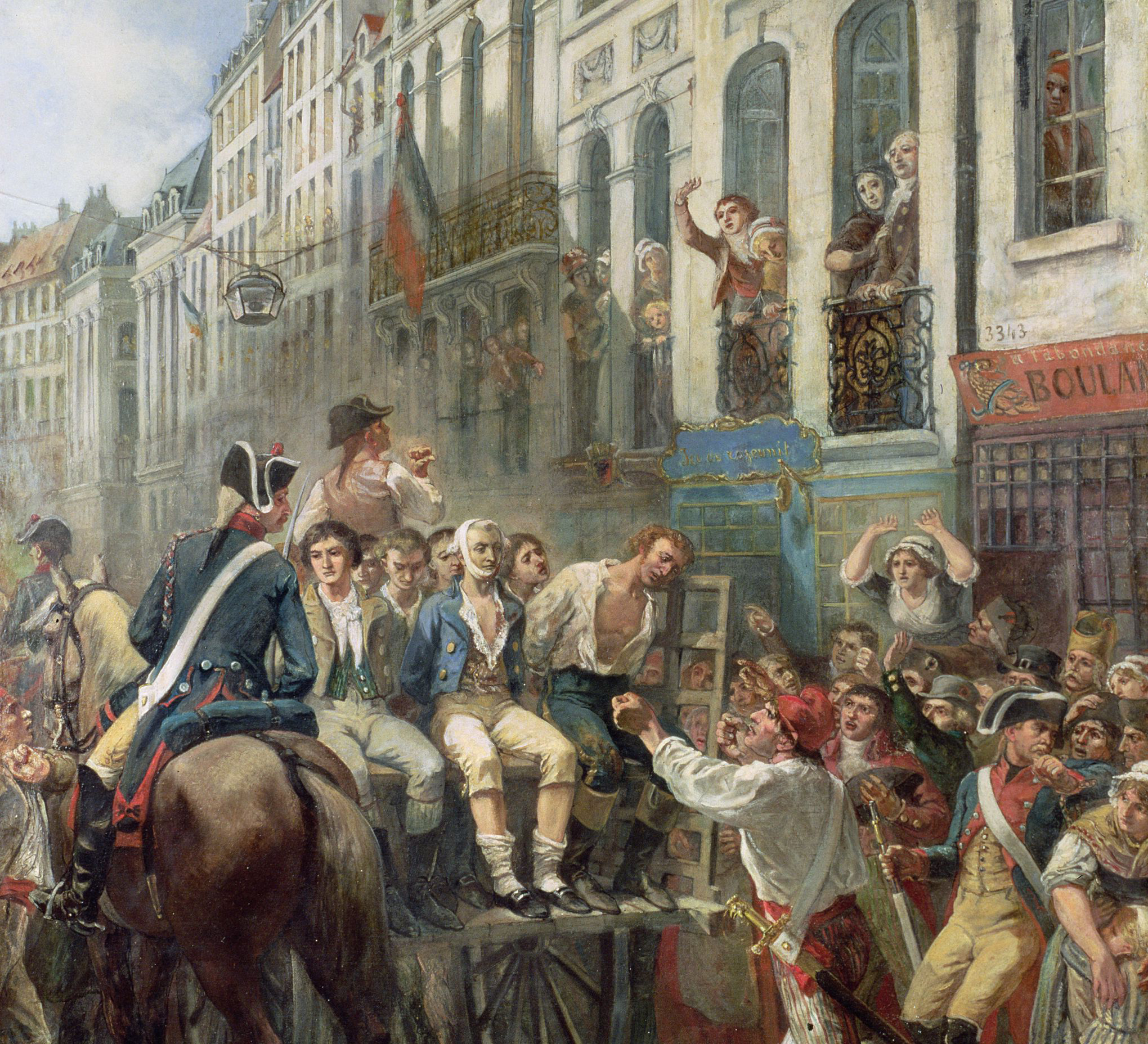
Alfred Mouillard, Robespierre e Saint-Just portati alla ghigliottina

Difensore coraggioso degli ideali repubblicani, nel giugno del 1794 fu presente come controllore inviato dal Comitato di salute pubblica alla battaglia di Fleurus, vinta dal generale Jean-Baptiste Jourdan contro l'alleanza della prima coalizione. Sostenitore di Robespierre anche durante il periodo del terrore, il 27 luglio tornò a Parigi tentando di salvare "l'incorruttibile" con un discorso conciliante tenuto davanti ai membri della Convenzione, ma il colpo di Stato del 9 termidoro mise i robespierristi comunque fuori legge.
Poco dopo l'arresto dell'amico egli riuscì con una banda di partigiani a liberarlo, ma la soverchiante forza nemica lo costrinse ad arrendersi. Sconfitto militarmente e non più sostenuto dal popolo, il 28 luglio fu messo alla ghigliottina (a quasi 27 anni) insieme ad altri ventidue giacobini. Il corpo fu gettato in una fossa comune del non più esistente cimitero degli Errancis.

## Nella cultura di massa

### Letteratura
- Victor Hugo, Novantatré, Oscar Mondadori, Milano, 2019

### Cinema
- Napoleone (1927), interpretato da Abel Gance.
- Danton (1983), interpretato da Bogusław Linda.
- La rivoluzione francese (1989), interpretato da Christopher Thompson.

## Opere di Saint-Just in edizione italiana
- Terrore e libertà. Discorsi e rapporti, a cura di A. Soboul, Editori Riuniti, Roma, 1966;
- Frammenti sulle Istituzioni repubblicane, a cura di A. Soboul e con testo a fronte, Einaudi, Torino, 1975.